# Dasyproctidae
Dasyproctidae là một họ động vật có vú trong bộ Gặm nhấm. Họ này được Bonaparte miêu tả năm 1838.

## Hình ảnh

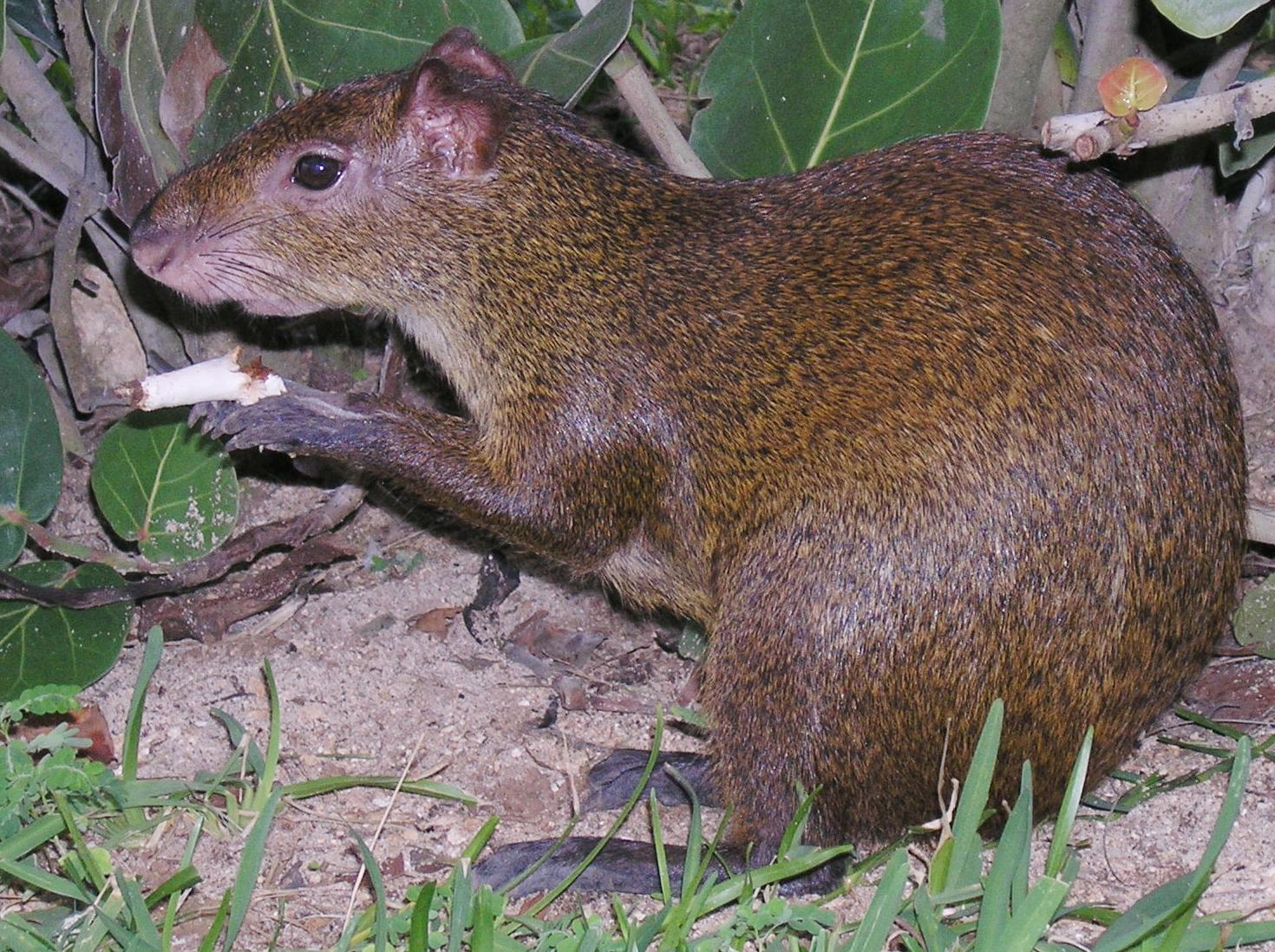
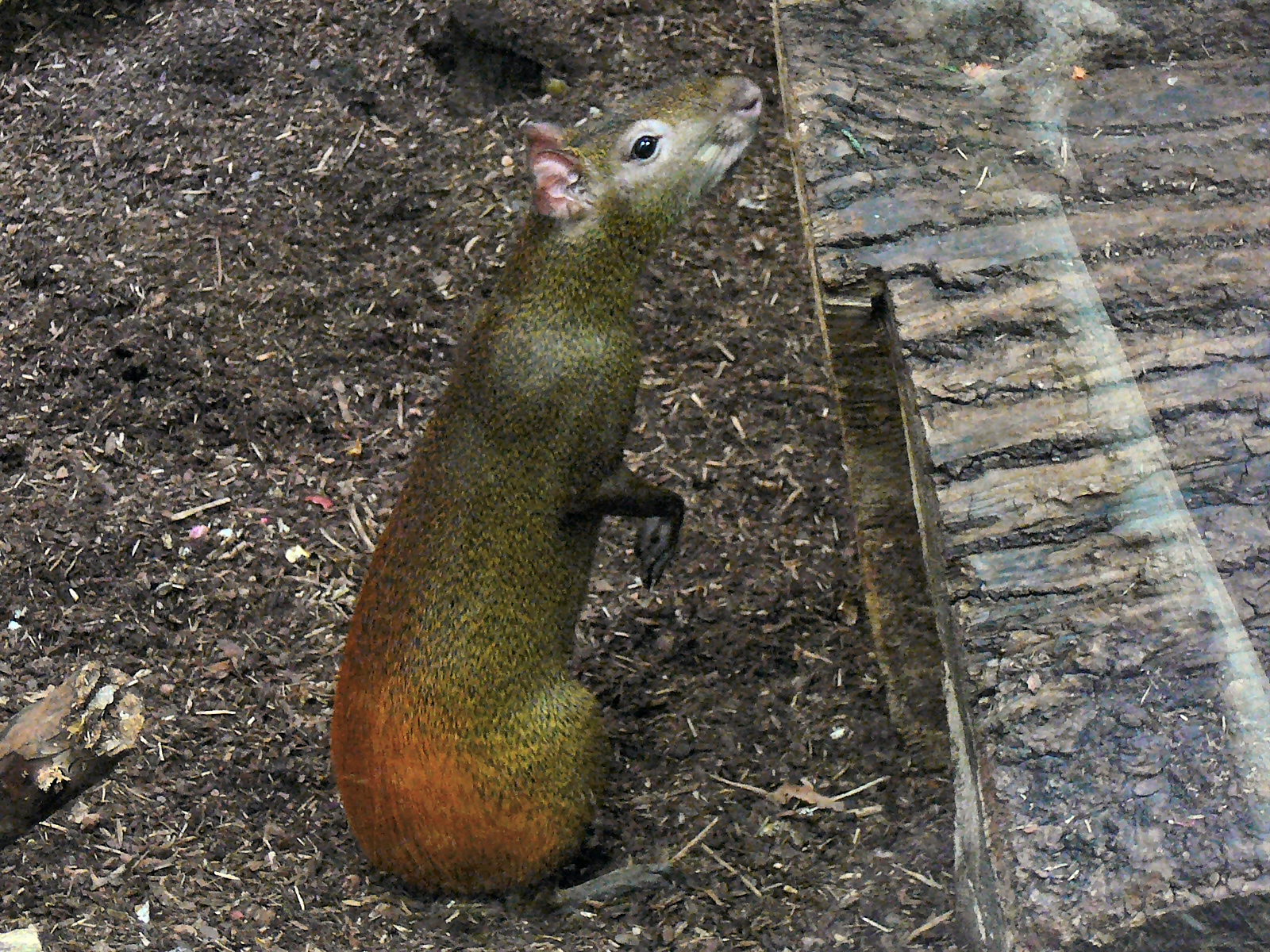
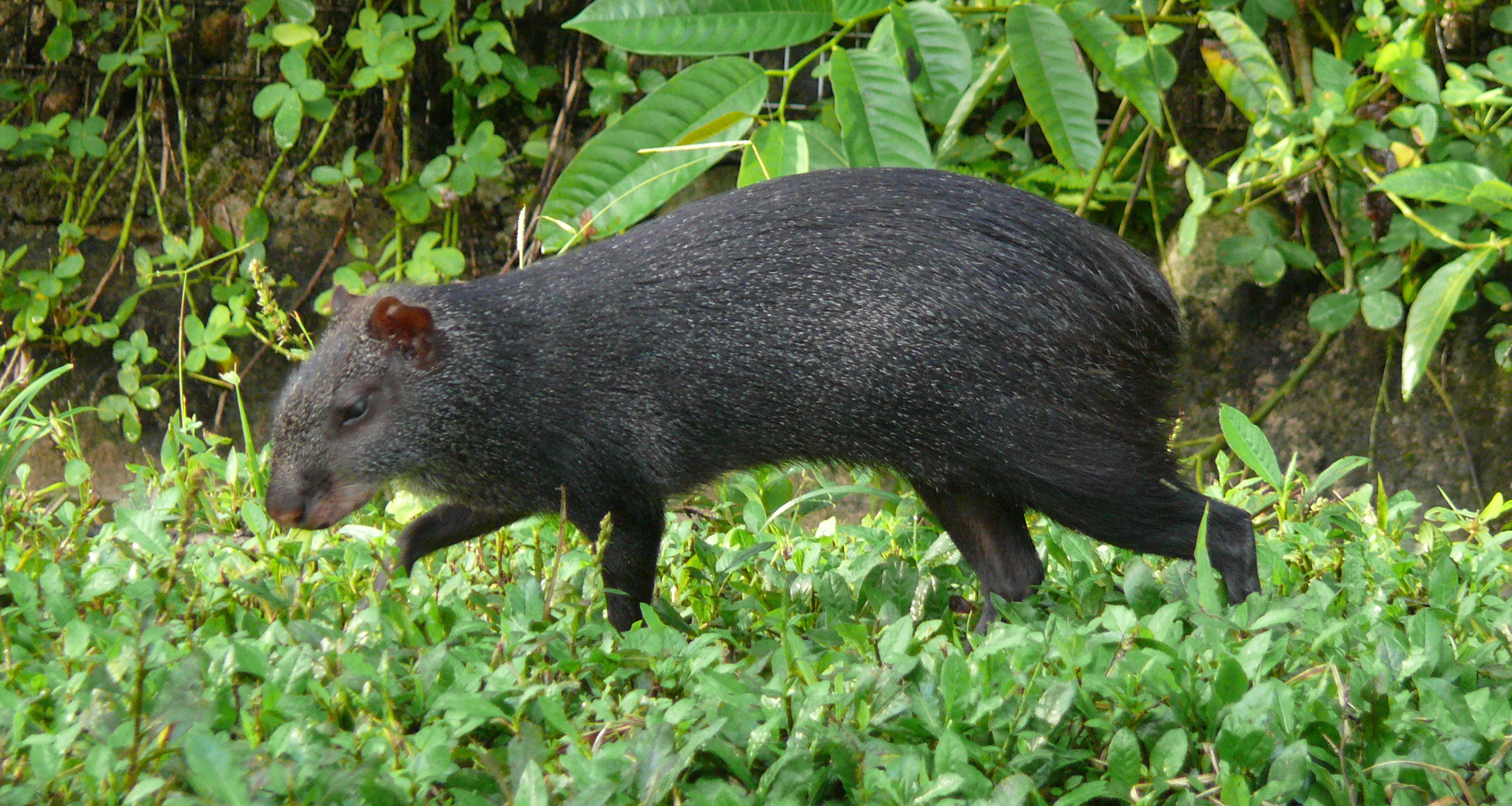
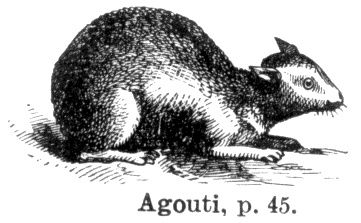